# Kain (Legacy of Kain)
Pour les articles homonymes, voir Kain (homonymie).
 (août 2015).
Si vous disposez d'ouvrages ou d'articles de référence ou si vous connaissez des sites web de qualité traitant du thème abordé ici, merci de compléter l'article en donnant les références utiles à sa vérifiabilité et en les liant à la section « Notes et références ».
Kain est un personnage imaginaire et le protagoniste de la série de jeux vidéo Legacy of Kain. Créé par Denis Dyack et Silicon Knights, il apparaît pour la première fois dans Blood Omen: Legacy of Kain en 1996, puis dans tous les jeux Legacy of Kain développés par Crystal Dynamics.
Inspiré du personnage de William Munny interprété par Clint Eastwood dans Impitoyable (1992), Kain est un humain de la petite noblesse, assassiné et ressuscité comme vampire pour se venger. Il accepte progressivement sa nouvelle existence, et découvre son destin, maintenir l’équilibre dans Nosgoth (l’univers fictionnel de la série). Par la suite, Kain devient une figure semblable à Œdipe, cherchant à contrecarrer le destin déterminé pour lui avant sa naissance.
Il est doublé par Simon Templeman dans la version originale et par Benoît Allemane dans la version française, à l'exception du premier volet, Blood Omen: Legacy of Kain, où il s'agit de Hugues Martel.

## Création
Le personnage de Kain a été conçu en 1993 par le président de Silicon Knights, Denis Dyack, pour être le protagoniste de The Pillars of Nosgoth, un concept de jeu vidéo qui deviendra par la suite Blood Omen: Legacy of Kain. Il est modelé en partie sur William Munny, le protagoniste du film de Clint Eastwood Impitoyable.

## Biographie

### Jeunesse humaine
Kain est un jeune noble qui voyage dans le pays de Nosgoth. Il demande au beau milieu de la nuit le logis à un aubergiste, qui finit par le lui refuser. Il erre alors dans la rue. Pour des raisons inconnues, des brigands l'assassinent. Il se réveille en enfer où Mortanius, le nécromancien et gardien de la Colonne de la Mort, le ressuscite sous la forme d'un vampire.
Kain se venge rapidement des brigands, puis se rend aux Colonnes de Nosgoth. Il y rencontre le spectre d’Ariel, qui y est emprisonné pour l’éternité. Sur ses conseils, Kain tue Nupraptor, ce qui a pour effet de restaurer la Colonne de l’Esprit. Puis, il affronte Malek, mais ne peut le tuer. Il rencontre l’Oracle, qui lui propose de demander l’aide de Vorador. Kain se rend donc dans la forêt de Termagent (la « Noire Forêt ») et trouve le vieux vampire avec qui il tue Malek. Bane, Gardien de la Nature, et Dejoule, Gardienne de l’Énergie, suivent aussitôt. Les trois Colonnes sont restaurées. Kain se rend ensuite à Avernus, où il tue Azimuth, gardienne des Dimensions. Avant cela, il découvre la Soul Reaver, une épée buveuse d’âme, ainsi qu’une machine à remonter le temps.
C’est après la restauration de la Colonne des Dimensions qu’eut lieu le plus étrange évènement des jeux. Ariel dit à Kain de se rendre à Wilendorf, de rassembler l’armée du roi Ottmar pour arrêter les légions de « Nemesis », autrefois connu sous le nom de William Le Juste (ou Guillaume le Juste dans la version française de Blood Omen). Arrivé à Willendorf, Kain s’aperçoit qu’Ottmar ne l’aidera que si Kain tue Elzevir, qui ensorcèle sa fille. Kain le tue sans problème. La fille d’Ottmar étant sauvée, « la bataille de l’Espoir » commence. Elle tourne vite en faveur de Nemesis. Kain utilise alors la machine du temps et se retrouve 50 ans plus tôt, 20 ans avant sa propre naissance. Il retrouve William, qui n’était pas encore devenu Nemesis. Il se rend alors compte que son ennemi était armé de la Soul Reaver.
Le combat est bref et Kain tue Le Juste. Il revient alors à son époque et découvre les conséquences de ses actes : le Juste, avant de devenir Nemesis, était aimé du peuple et son meurtre par un vampire a déclenché une seconde croisade contre la race vampire, menée par l’Oracle. Kain assiste à la décapitation de Vorador, faisant de lui le dernier vampire de Nosgoth. Kain affronte l’Oracle et comprend rapidement qu’il s’agit en réalité de Moébius, le Gardien du Temps. Après sa décapitation, Kain rejoint les colonnes. Les deux Gardiens restants (Mortanius de la Mort et Arnacrothe des États) discutent. En les écoutant, Kain apprend que c’est Mortanius qui a fait assassiner Kain en envoyant des brigands, conscient que le Cercle empoisonné par la folie de Nupraptor a failli à son devoir et devait être annihilé. Le nécromancien tue alors le Gardien des États puis affronte Kain. Une fois vaincu, Mortanius se métamorphose en un démon qui révèle à Kain que c’est lui qui a tué Ariel et que c'est dernier n'était qu'un pion dans cette histoire. En utilisant la Soul Reaver, Kain détruit littéralement son adversaire et restaure les Colonnes du Temps, de la Mort et des États. Ariel fait alors son apparition et lui révèle que depuis sa naissance il était voué à devenir son successeur : le descendant de l'équilibre. Elle propose un choix à Kain : étant le nouveau gardien choisit par les piliers mais également le dernier de son espèce, il se sacrifie restaurant ainsi les colonnes mais assurant l'extinction de sa race ; ou il refuse le sacrifice, condamnant le monde et les colonnes avec.
Kain fit donc le second choix. Nosgoth sombra dans la décadence et tomba entre les mains de Kain.

### Le règne d'un vampire
Kain commence son règne vampirique sur Nosgoth, il pille le tombeau des prêtres Séraphéens, un ordre fanatique de guerriers religieux ayant exterminés la moitié des vampires bien avant sa naissance. Il insuffle en chacun d'eux une part de son âme corrompues par Nupraptor, les transformes en vampires et en fait ses lieutenants et fils. Il crée les six légions qui soumettent le monde (une légion, ou clan, par lieutenant) sous un règne qui durera 1000 ans. Lui et son armée réduisent la quasi-totalité des humains en esclavage et font ériger une immense fournaise masquant le ciel de Nosgoth d'une épaisse fumée noire afin de protéger les vampires des rayons destructeurs du soleil, enfin sur les vestiges des colonnes est construit un sanctuaire symbole et siège de son nouvel empire où son trône repose au pied de la colonne de l'équilibre dont il est l'unique héritier. En raison de la corruption "léguée" par Kain lors de leur résurrection en vampires, les lieutenants et lui-même évoluent au fil des années et acquièrent de nouveaux dons, de ce fait ils s'éloignent de leur apparences humaines pour peu à peu se rapprocher de formes associées aux divinités. Kain était toujours le premier à évoluer, mais la règle fut un jour transgressée : Raziel, fils favori de Kain, subit une transformation avancé et reçut des ailes. Kain, par acte d'arrogance apparent lui réduit ses ailes en lambeaux. Pour châtiment, il fut maudit à jamais et jeter dans « Le lac des Morts ». Les vampires ne supportant pas le contact de l’eau, Raziel brûlat vif pendant 1000 ans. Pendant ce temps, les autres vampires (à l’exception de Kain) dégénèrent et se transforment en monstres à cause de la corruption. Le clan de Raziel fut exterminé, celui de Dumah, le troisième lieutenant, est décimé par des chasseurs de vampires, mais Kain n'intervient pas et reste près de son trône.
Visiblement peu surprit par le retour miraculeux de Raziel, Kain l'affronte dans un duel inégal aux pieds des vestiges des colonnes. Il brandit son épée contre lui qui se brise au contact de son ancien fils, libérant ainsi la Soul Reaver sous sa véritable forme, une arme spectrale, Raziel prend possession de l'épée en fusionnant avec elle. Toujours peu surprit de cet événement, il se rend alors dans l'ancien chrono-plast de Moébius, rejoint par Raziel après avoir tué presque tous ses frères, les lieutenants de Kain (Melchiah, Zephon, Rahab et Dumah, seul Turel ne rencontra pas Raziel) et dévoré leurs âmes pour gagner de nouvelles capacités. S'ensuivent les révélations et les découvertes faites par Raziel au cours de son périple blasphémant son créateur. Blessé, Kain active la machine, et fuit dans le vortex. Toujours à sa poursuite, Raziel accueilli par Moébius lui-même, se retrouvent des siècles et des siècles dans le passé de Nosgoth.

### Alliance avec Raziel
Kain attend Raziel aux Colonnes. Ce dernier arrivé, il lui explique la véritable fonction des Colonnes et lui révèle qu'il existe une troisième option pour Nosgoth, et que la simple présence de Raziel ici en cet instant en est la preuve, mais que seul lui-même devra le découvrir seul.   
Quelque temps plus tard, Kain et Raziel se retrouvent dans le mausolée de William le Juste. Kain met à l'épreuve le libre arbitre de Raziel : l'Histoire veut que Raziel tue Kain en cet instant. Mais un paradoxe temporel se crée : Au lieu de tuer Kain comme il aurait dû le faire, Raziel l'épargne, changeant ainsi le cours de l'histoire.   
Kain suit Raziel dans le futur où tous deux se mettent d'accord sur un point : de sombres puissances inconnues veulent les éliminer pour des raisons mystérieuses, et il est nécessaire de les détruire.   
Désirant en apprendre plus sur sa destinée, Raziel retourna ensuite dans le passé de Nosgoth, 500 ans avant la naissance de Kain, où il assiste à la mort de Janos Audron et au vol de la Blood Reaver (qui deviendra plus tard la Soul Reaver) par les Séraphéens dirigés par son alter-ego humain. Aveuglé par le désir de vengeance, il prend d'assaut la forteresse et assassine ses frères Séraphéens ainsi que lui-même (futurs lieutenants de Kain) grâce à l'épée. La Reaver finit par attaquer Raziel et commence à dévorer son âme, Raziel comprend alors le sens de sa destiné ; devenir l'âme de la Soul Reaver. Mais Kain surgit et retire l'épée avant qu'elle n'engloutisse totalement Raziel, changeant une nouvelle fois l'histoire.
Toutefois, Kain se rendit compte qu'ils étaient tous deux tombés dans un piège tendu par la race des Hyldens. À la suite de ce paradoxe, de nouveaux souvenirs se créent en lui...

### Une nouvelle guerre
Le jeune Kain de la nouvelle boucle temporelle se trouve actuellement 200 ans après sa naissance. Il a créé une armée et se lance dans la conquête de Nosgoth. Mais une fois arrivé à Meridian, capitale de Nosgoth, il est vaincu par le Seigneur Seraphéen qui lui vole la Soul Reaver.
Il est plongé dans un sommeil qui durera 200 ans. Il se réveille en plein cœur de la ville. Umah, une femme vampire, lui explique que les Séraphéens sont réapparus et ont conquis Nosgoth. Des vampires ont été exterminés, d'autres ont rejoint le camp ennemi. Les vampires survivants ont créé la Cabale, la résistance vampire, dirigée par Vorador.
Kain est très affaibli. Il rencontre Faustus, un ancien allié devenu serviteur des Séraphéens. Kain réussit à le tuer et finit par arriver au quartier général de la Cabale. Il y apprend qu'Umah a été capturée et faite prisonnière dans le Donjon Séraphéen. Vorador lui demande de trouver l'Évêque de Meridian, qui lui indique un passage pour pénétrer le Donjon.   
Mais cet évêque est sous l'emprise de Marcus, un autre vampire à la solde de l'ennemi. Kain le tue et libère l'évêque.
Arrivé au Donjon, il parvient à libérer Umah et à échapper au Seigneur Séraphéen qui les attendait. De retour chez Vorador, Umah apprend à Kain qu'il existe un moyen de résister à la Soul Reaver : la Pierre de Nexus, cachée dans le Quartier Industriel.
Kain réussit à la trouver et élimine une nouvelle fois un vampire ennemi : Sebastian. Avant de mourir, celui-ci révèle à Kain que le Seigneur Seraphéen a construit un Mécanisme sous terre, capable de détruire la race des vampires.
Sur les conseils de Vorador, Kain rend visite chez la Voyante, un étrange être qui lui donne le don de télékinésie et le téléporte à l'entrée du Mécanisme. Là, il rencontre la Bête, un monstre mutant qui lui révèle que le Mécanisme a été créé par le Bâtisseur, qui est emprisonné dans la Prison Éternelle, un lieu où le temps est figé.
Kain s'y rend, libère le Bâtisseur qui lui explique que le Mécanisme abrite une créature immense, la Masse. La seule faiblesse de cette chose est le sang du Bâtisseur. Alors qu'il tente de quitter cette prison, il rencontre un vampire devenu fou. Après l'avoir vaincu, Kain reconnaît Magnus, son ancien champion.
Kain arrive jusqu'à la Masse et la tue à l'aide du sang du Bâtisseur.   
De retour à l'entrée, la Bête a changé d'apparence. Elle est devenue un vampire ailé : Janos Audron, prisonnier de ce lieu depuis 400 ans et qui nourrit la Masse avec son énergie.
Janos révèle à Kain que le Seigneur Séraphéen est en réalité le Général Hylden et que son plan consiste à faire revenir sa race, autrefois bannie dans la Dimension Démoniaque, à l'aide d'un portail magique. Si ce portail est détruit, tous les Hylden qui ont réussi à revenir sur Terre mourraient sur le champ.
Armé de la Pierre de Nexus, Kain part pour la ville Hylden, mais il doit faire face à la trahison d'Umah. Il la retrouve bien vite et la tue. À l'aide de la pierre de Nexus, Kain détruit le portail et tue le Général Hylden, récupérant ainsi la Soul Reaver. Mais Janos est prisonnier de la Dimension Démoniaque.
Il est prêt à conquérir Nosgoth.

### En quête d'espoir
Après avoir sauvé in extremis Raziel de la Reaver, Kain ne perd pas de temps et trouve Moébius dans la forteresse séraphéenne pour savoir où celui-ci a disparu. Moébius lui conseille de se rendre dans la Citadelle des Vampires. Il y découvre que la prophétie des vampires disait que chaque camp de la guerre entre les Hyldens et les Célestes (futurs vampires) avaient son propre champion. Kain pense alors qu'il était le champion vampire et Raziel le champion Hylden. Il découvre également que pour les vampires, leur immortalité était un fléau. Ils vénéraient à l'origine un dieu qualifié de Roue du Destin qui enclenche en permanence un cycle de naissance, de mort et de renaissance, ce même dieu ayant sauvé Raziel de l'Abysse.
Kain rencontre ce dernier, qui lui apprend que Raziel se trouve 500 ans dans le futur et qu'il s'apprête à voler le cœur des Ténèbres (le cœur de feu Janos Audron). Connaissant les conséquences éventuelles de la résurrection de Janos (Janos serait possédé par les Hyldens et nourrirait la Masse à nouveau, avant de finir enfermé dans une autre dimension), Kain se rend à cette époque et affronte Raziel. Il ignore cependant que le Cœur des Ténèbres est également son propre cœur, utilisé par Mortanius pour vampiriser le jeune noble. Kain fut vaincu et dépossédé de son cœur. Il se retrouve dans la Dimension Démoniaque, inexplicablement vivant, ou probablement à cause de son statut de gardien de l'Equilibre, prouvant que le coeur n'a pas jouer de rôle sur sa survie mais plutôt ayant contribué à sa transformation en vampire. Il retourne dans le monde physique et part pour la Citadelle des Vampires où il retrouva Moebius censé être assassiné par le jeune Kain, mais ressuscité par l'Ancien. Kain le tue à nouveau.   
Pendant ce temps dans le plan spectral, Raziel confronte l'Ancien et dévore l'âme de Moebius. Réalisant que ses efforts sont vains, il prend conscience de sa fonction, se rendant compte que lui seul peut mettre fin à toute cette folie. Par le corps possédé de Moebius il revient dans le monde physique et se révèle à Kain. Il le force à l'enfermer dans la Blood Reaver pour qu'elle devienne la Soul Reaver. Du même coup, Kain est purifié et peut voir la véritable apparence de l'ennemi suprême : l'Ancien. À l'aide de la Soul Reaver, Kain réussit à vaincre la Roue du Destin, sans le détruire. Contemplant l'horizon et les Colonnes désormais détruites par le choix de son double du passé, Kain se rend alors compte de l'importance du sacrifice de Raziel, qui lui avait offert l'Espoir comme dernier cadeau...

## Impact culturel
Le personnage de Kain a été largement apprécié par les critiques des jeux Legacy of Kain. Le doublage par Simon Templeman est particulièrement mis en avant par  IGN, Game Revolution et Adrenaline Vault, citant les monologues de Kain comme « horribles et divertissants », « la meilleure partie [de ambiance sonore du jeu] » et « l’un des meilleurs doublages jamais enregistré » dans leurs critiques de Blood Omen.,,